# Luis Quiñones de Benavente
Luis Quiñones de Benavente, född 1581 i Toledo, död den 25 augusti 1651 i Madrid, var en spansk skald. 
Quiñones var genom sina entremeses och sainetes mönster i sin genre förebild för Ramón de la Cruz och Juan Ignacio González del Castillo och för Alvarez Quintero i senare tid. I Quiñones sainetes, loas, mojigangas, jácaras rör sig tidens hela pittoreska värld kvickt karikerad. Under titel jocoseria utkom de flesta av Quiñones arbeten 1653 och 1872 Colección de piezas dramáticas et cetera, bland vilka de mest berömda är El tiempo, La muerte, El murmurador, El guarda-infante, Turrada, La capeadora, El borracho, El remediador, El retablo de las maravillas, för att inte nämna flera av den rika samlingen.  Quiñones namn är upptaget i Spanska akademiens "Catálogo de autoridades de la lengua".